# تشارلز لونش
تشارلز لونش (بالإنجليزية: Charles Lynch)‏ هو قاضي ومحامي وسياسي أمريكي، ولد في 1736 في مستعمرة فرجينيا، وتوفي في 29 أكتوبر 1796 في مقاطعة بيتيسيلفانيا في الولايات المتحدة. انتخب عضو مجلس ولاية فرجينيا.